# Maria Gartman
Johanna Maria Gartman även känd som Maria Kleine Gartman, född 1818, död 1885, var en nederländsk skådespelare. 

## Biografi
Maria Gartman var dotter till Lawrence Gartman (1792–1828), skådespelare och balettdansare, och Philip Pina Jelgerhuis Maria, skådespelare. Hon gifte sig 1836 med Leonard Ambrose Little (1818–1883), musiker. 
Maria Gartman var engagerad vid Amsterdamse Schouwburg 1834–1846, Jean Eugène Duports Salon des Variétés i Nes 1846–1856, Amsterdamse Schouwburg 1856–1859, teatersällskapet 'Vereenigde Tooneelisten' 1859–1863, Amsterdamse Schouwburg 1863–1872, 'Vereenigde Tooneelisten' 1872–1876, 'Het Nederlandsch Tooneel' 1876–1885. Hon var även instruktör vid den 1874 år grundade scenskolan Tooneelverbond Toneelschool i Amsterdam 1874–1885. Hon grundade Kleine-Gartman-fonden till stöd för teatern. Bland hennes elever fanns Tonia Poolman, Anna Sablairolles, Betty van Gelder, Adriaan van der Horst och Henri Albers.
Maria Gartman har kallats för den största nederländska skådespelerskan under artonhundratalet och hennes rykte har jämförts med Johanna Wattiers, som var sjuttonhundratalets stjärna. Hon spelade mest drama och komedi och var känd för ett dämpat livligt spel. Hon fick 1872 en guldmedalj av kung Vilhelm III.